# Chamaelirium
Chamaelirium es un género de plantas con flores perteneciente a la familia Melanthiaceae. Incluye una única especie, Chamaelirium luteum (L.) A.Gray, distribuida desde Ontario hasta el este de los Estados Unidos.

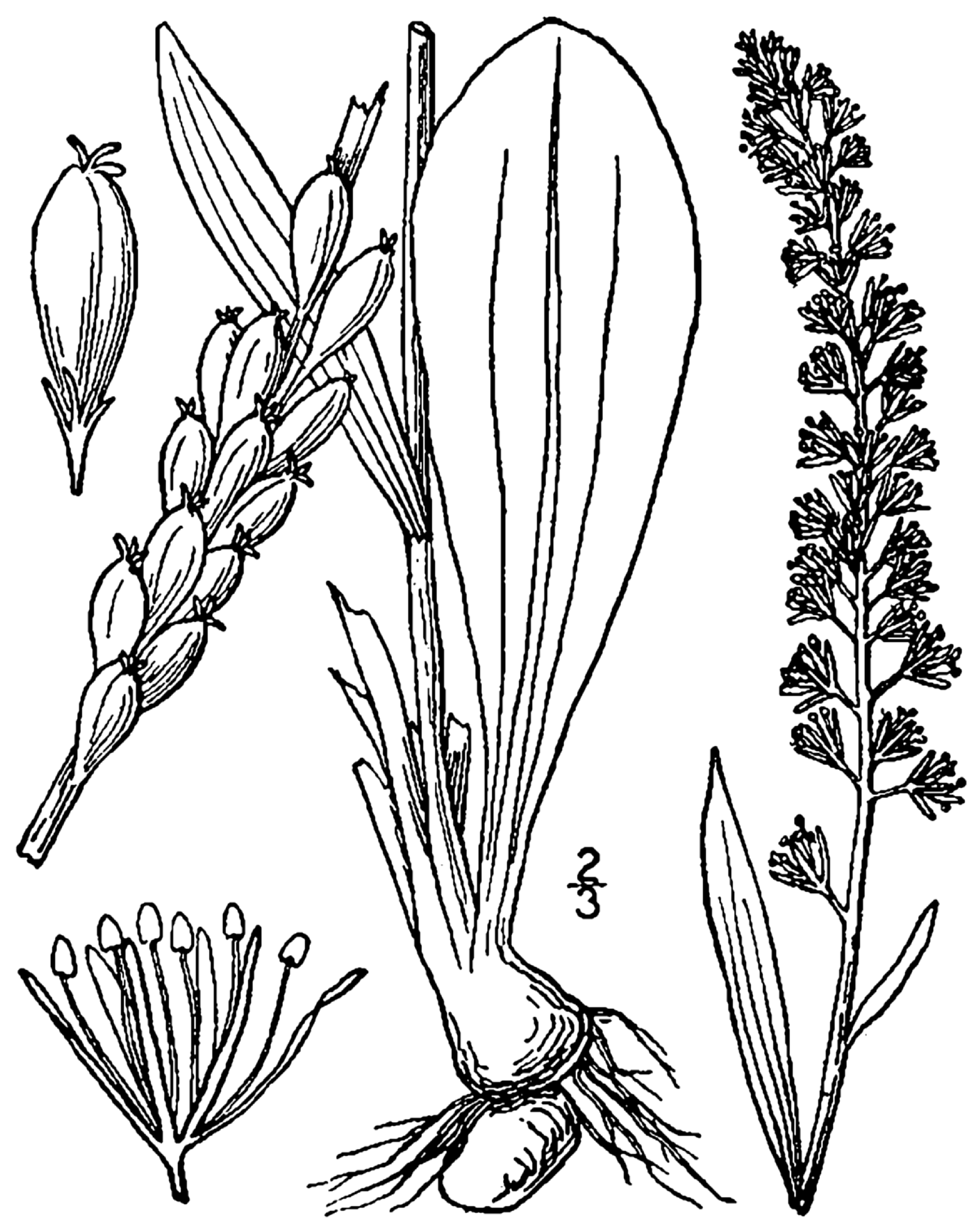
Ilustración

## Descripción
Tiene una roseta basal con alrededor de seis hojas de 8-15 cm de longitud, de las cuales surge una inflorescencia en forma de racimo con 8-30 cm de largo. Las plantas son generalmente dioicas. Las plantas femeninas tienen una mayor mortalidad y la tendencia de estas plantas es florecer con menos frecuencia. Los tallos masculinos tienden a ser más altos, dando una altura máxima total de la planta de unos 120 cm, pero también tienden a tener alrededor de diez veces menos flores.

## Propiedades
C. luteum se utiliza como hierba ornamental o medicinal. Históricamente ha sido utilizado por los nativos de América. Tiene la reputación de haber sido una de las más utilizadas en América del Norte.
Tradicionalmente se utiliza para prevenir abortos involuntarios y tiene la reputación de mejorar la fertilidad. En la actualidad se utiliza para tratar diferentes problemas menstruales, problemas de embarazo y de fertilidad , quistes ováricos y como diurético.
Componentes bioactivos
Contiene componentes bioactivos que son una mezcla de esteroides saponinas, incluyendo chamaelirin y la aglicona diosgenina . Estas sustancias bioactivas actúan como un emenagogo, diurético y vomitivo.

## Taxonomía
Chamaelirium luteum fue descrita por (L.) A.Gray y publicado en A Manual of the Botany of the Northern United States 503. 1848.
Etimología
Chamaelirium: nombre genérico que deriva de las palabras griegas: chamai = "sobre el terreno", leirion = lilly= "lirio"
luteum: epíteto latíno que significa "amarillo".
Sinonimia
- Veratrum luteum L., Sp. Pl.: 1044 (1753).
- Melanthium luteum (L.) Thunb., Fl. Jap.: 152 (1784).
- Helonias lutea (L.) Ker Gawl., Bot. Mag. 27: t. 1062 (1807).
- Dasurus luteus (L.) Salisb., Gen. Pl.: 51 (1866), nom. inval.
- Chionographis lutea (L.) Baill., Hist. Pl. 12: 593 (1894).
- Siraitos luteus (L.) F.T.Wang & Tang, Contr. Inst. Bot. Natl. Acad. Peiping 6: 109 (1949).
- Melanthium dioicum Walter, Fl. Carol.: 126 (1788).
- Helonias pumila Jacq., Collectanea 2: 260 (1789).
- Chamaelirium carolinianum Willd., Mag. Neuesten Entdeck. Gesammten Naturk. Ges. Naturf. Freunde Berlin 2: 19 (1808).
- Helonias dioica (Walter) Pursh, Fl. Amer. Sept. 1: 243 (1813).
- Ophiostachys virginica Delile in P.J.Redouté, Liliac. 8: t. 464 (1816).
- Diclinotrys albiflorum Raf., Neogenyton: 3 (1825).
- Veratrum flavum Herb. ex Schult. & Schult.f. in J.J.Roemer & J.A.Schultes, Syst. Veg. 7: 1565 (1830).
- Abalon albiflorum Raf., New Fl. 1: 33 (1836).
- Chamaelirium luteum Miq., Ann. Mus. Bot. Lugduno-Batavi 1: 144 (1863), nom. illeg.
- Chamaelirium obovale Small, Torreya 1: 108 (1901).[10]